# Régi unitárius kollégium
A régi unitárius kollégium egy iskolaépület Kolozsvár belvárosában, a Magyar utcában. A romániai műemlékek jegyzékében a CJ-II-m-B-07249 sorszámon szerepel.

## Története
A kolozsvári régi unitárius kollégium épületének története 1718-ra nyúlik vissza, amikor az unitáriusok, kiszorulva a főtéri templomból és iskolából egy Magyar utcai emeletes házba költöztek, amelyet valószínűleg még korábban vásároltak meg az unitárius aranyműves Huszár Mihálytól. Ez volt az első épülete az unitáriusok Magyar utcai komplexumának.
Az épületet 1721-1722-ben bővítették, majd 1725-ben hozzácsatolták a megvásárolt szomszédos házat is, amely a Magyar utca és Szappany utcai sikátor saroktelke volt. Ehhez 1726-ban egy kisebb sikátor menti telket‚ 1742-ben pedig egy Szappany utcai szomszédos telekrészt vásároltak a rajta levő faházzal együtt, így jött létre a ma álló épület négyszögletes telke. Mivel a toldásokkal és kisebb bővítésekkel megépített iskolaépület életveszélyessé vált, 1779-ben teljes felújítása mellett döntöttek. 1780-ban felújították a homlokzatot, 1781-ben pedig a sikátor felőli alapokat, de pénzhiány miatt csak 1795-től kezdtek el a tulajdonképpeni építkezéssel foglalkozni. Ekkor már a sikátor melletti szobák annyira lesüllyedtek‚ hogy „az ablakon nemcsak a kutyák kukucskáltak be‚ hanem a békák is beugrálhattak”. Az unitárius főtanács Ugrai László mérnököt és Josef Leder építőmestert kérte fel tervezőnek. Nem ismert okok miatt a végleges terveken azonban csak Leder neve szerepel. Az építkezés 1801 tavaszán indult‚ s 1806 őszéig tartott.
Ebben az épületben tanult az 1800-as évek minden jelentős unitárius személyisége Brassai Sámueltől Gyallay Pap Domokosig. Az épületben működött az egyetlen unitárius papnevelde‚ amely 1847-től fokozatosan különvált a kollégiumtól. Mivel a 19. század végén már kicsinynek bizonyult az épület és terjeszkedésre sem volt lehetőség, az új unitárius kollégium felépítése mellett döntöttek.
Az 1900–1901-es tanév végén az iskola kiköltözött az épületből‚ s ezután az egyház kisebb-nagyobb átalakításokkal lakásoknak‚ műhelyeknek‚ irodáknak‚ a földszintet pedig üzlethelyiségeknek adta ki. Az 1900-as évek elején a főtéri Bánffy-palotából ide költözött át az 1861-ben alapított „Gámán János örökösei könyvnyomda”. Az épületben számos lap, folyóirat szerkesztősége is működött (pld. Kolozsvári Hírlap, Erdélyi Bakter, Egyetemi Lapok). Az 1920-as években a földszintre a CFR nyomdája költözött be, a második emeletre pedig rendelőintézete. Az első emeleten leányotthon működött. Az épületben kapott helyet az 1920-ban alapított Hagibbor Sportegyesület edzőterme is.
Az 1948-as tanügyi reform és az államosítás után az Egészségügyi Minisztérium vette át az egész épületet‚ s itt rendezték be az Egészségügyi Középiskolát (Technikumot), majd Líceumot, amelyet (Victor Babeșről neveztek el). Ez volt város legkeresettebb iskolája. 1958–1962 között német elemi iskola is működött az épületben.
Az 1989-es romániai rendszerváltozást követően hosszas pereskedések után az unitárius egyház visszaszerezte. 2011-ben az itt székelő Victor Babeș Líceum helyére a Brassai Sámuel Elméleti Líceum költözött, amely átadta épületét a János Zsigmond Unitárius Kollégiumnak.

## Leírása
A ma is álló kétemeletes kollégiumépület kilenctengelyes Magyar utcai frontja díszes kivitelezésű: kései barokk és klasszicista díszítőelemeket kombinál. Az első emelet ablakai felett meanderdíszes‚ alattuk pedig szalagfonatos téglalap alakú faltükrök találhatók. Az alacsonyabb második emelet egyszerűbb kiképzésű‚ az oldalhomlokzat pedig alig díszített‚ ezen inkább a késő barokk jelleg dominál. Jón oszlopos‚ két urnával díszített kapuja a piarista rendház barokk portáljára hasonlít. Leder erkéllyel kombinálva már több épületen alkalmazta. A századfordulón ezt a kaput lebontották. Belső keretét belefoglalták az új kollégiumépület egyik udvari falába.

## Kapcsolódó lapok
- Unitárius oktatás Kolozsváron
- Új unitárius kollégium
- Brassai Sámuel Elméleti Líceum
- János Zsigmond Unitárius Kollégium